# Plebejus galani
Plebejus galani är en fjärilsart som beskrevs av Ramon Agenjo Cecilia 1967. Plebejus galani ingår i släktet Plebejus och familjen juvelvingar. Inga underarter finns listade i Catalogue of Life.